# لارا میشل
 لارا میشل (انگلیسی: Lara Michel؛ زاده ۲۴ دسامبر ۱۹۹۱) یک تنیس‌باز اهل سوئیس است.